# Ulrich Schumacher (Kunsthistoriker)
Ulrich Schumacher (* 3. September 1941 in Hagen; † 15. April 2021 ebenda) war ein deutscher Museumsdirektor und Kunsthistoriker.

## Leben
Der Sohn des Malers Emil Schumacher (1912–1999) und seiner Frau Ursula Schumacher (geb. Klapprott) studierte Kunstgeschichte bei Max Imdahl in Bochum. Nach der Promotion 1972 an der Ruhr-Universität Bochum sichtete und katalogisierte er die bedeutende Schenkung Bernhard Sprengels an die Stadt Hannover. Er war von 1982 bis 2003 Gründungsdirektor des Museumszentrums Quadrat Bottrop.
Nach dem Tod seines Vaters hat er durch seine großzügige Stiftung den Bau des Emil Schumacher Museums ermöglicht, das er bis zuletzt leitete. 

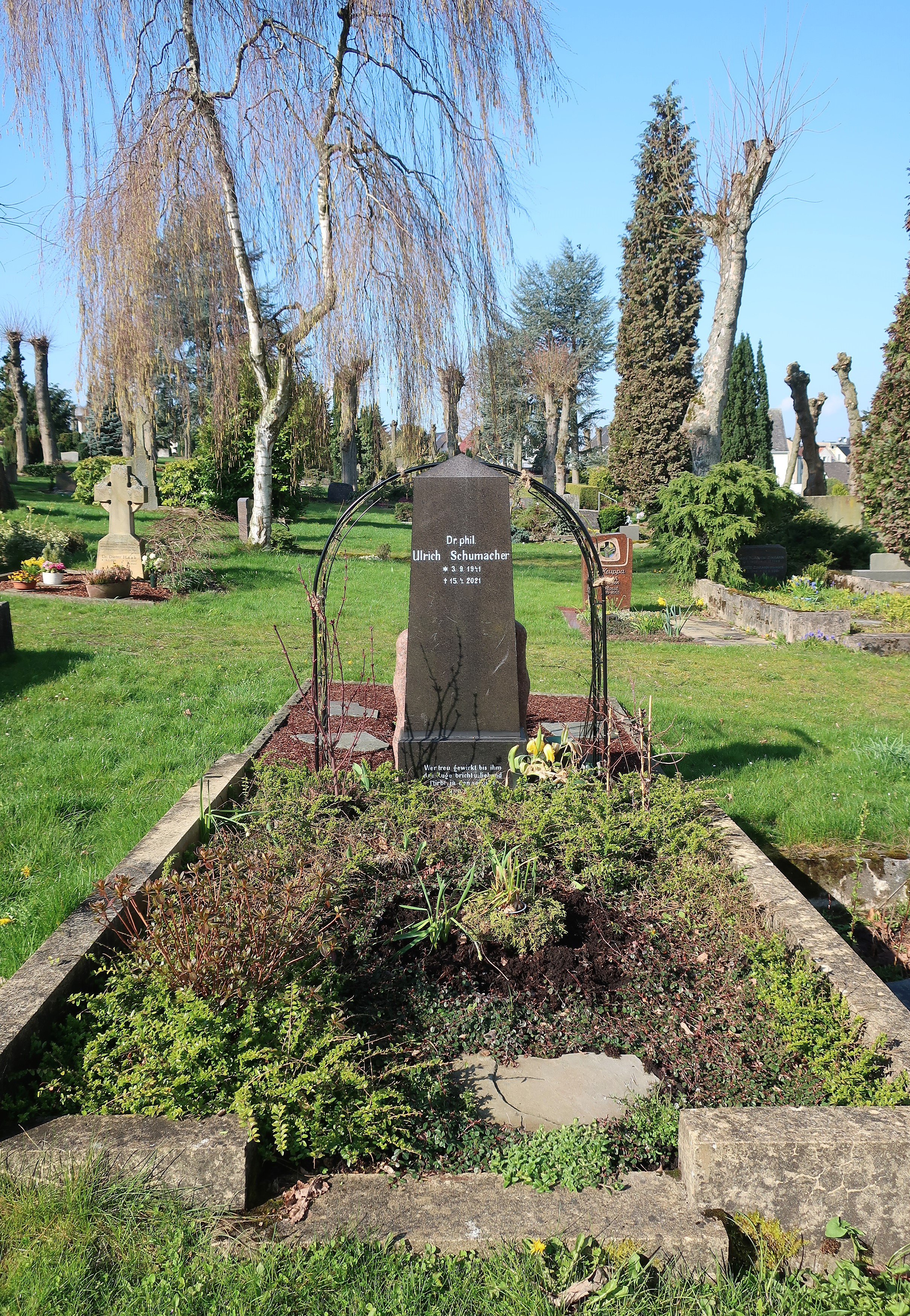
Grabmal Ulrich Schumacher auf dem Hagener Remberg-Friedhof

Als Ulrich Schumacher im Jahr 2021 starb, fand er seine letzte Ruhe auf dem Hagener Remberg-Friedhof.

## Schriften (Auswahl)
- mit Rouven Lotz (Hg.): Positionen in Plastik und Malerei nach 1945. Norbert Kricke und Emil Schumacher. Anlässlich der Ausstellung Norbert Kricke und Emil Schumacher – Positionen in Plastik und Malerei nach 1945, 3. November 2013 bis 13. April 2014, Emil-Schumacher-Museum, Hagen. Bönen 2013, ISBN 978-3-86206-315-4.
- mit Rouven Lotz (Hg.): Emil Schumacher – Für Ulla. Dortmund 2019, ISBN 3-86206-791-2.
- mit Rouven Lotz (Hg.): Emil Schumacher – Blätter aus dem Engadin . Dortmund 2019, ISBN 3-86206-738-6.
- mit Rouven Lotz (Hg.): Emil Schumacher, Roma – eine Hommage an Italien. Dortmund 2021, ISBN 3-86206-890-0.
- Ulrich Schumacher: Zeitlauf:1976-2001, Rückschau und Ausblicke. Bottrop 2001